# 坂本勝美
坂本 勝美（さかもと かつみ、1964年12月14日 - ）は、日本中央競馬会 (JRA) ・美浦トレーニングセンター（南）に所属していた元騎手、元調教師。現在JRA競馬学校教官。
なお、かつて兵庫県競馬組合に同姓同名の騎手（坂本和也調教師の父）が所属していた。

## 来歴
1982年、3月より美浦・高木嘉夫厩舎所属の騎手候補生となる。
1984年、騎手免許を取得し、同厩舎よりデビューする。坂本は馬事公苑長期騎手課程の人物ではなかったが、同期に相当する騎手は木幡初広、中舘英二、出津孝一、鹿戸雄一、谷中公一らがいる。3月4日、初騎乗となった中山競馬場での第1レースでは、アイズに騎乗し8着だった。5月3日には障害競走に初騎乗した。5月20日に東京競馬場で行われた第3レースをヤマキシーレインで制し、初勝利を挙げた。
1985年、4月6日に障害初勝利を挙げる。
1988年、東京障害特別（春）をセンゴクルビーに騎乗して制し、重賞初勝利を挙げる。
1990年、2月よりフリーとなり、9月30日のクイーンステークスをウィナーズゴールドに騎乗して制し、平地重賞初勝利を挙げる。 
1992年、6月8日に地方競馬で初騎乗する。
1995年、9月15日に地方で初勝利を挙げる。
1997年、海外レース初騎乗となったクイーンエリザベス2世カップは、マイネルブリッジに騎乗し9着だった。
1998年、調教師免許を取得し、2月28日付で騎手を引退する。騎手成績はJRA通算3599戦289勝（重賞6勝）、地方通算21戦3勝。 
1999年、3月1日付けで12馬房で厩舎を開業する。3月27日、初出走となった中山競馬場での第5レースは、7番人気だったオリヴァーが8着となり、4月10日に中京競馬場での第7レースを1番人気だったブランドキャリーが制し、延べ3戦目で初勝利を挙げる。
2000年、3月27日に浦和競馬場で行われたマルチファイター特別を2番人気だったコリーナデルナが制し、地方初出走で初勝利を挙げる。
2006年、12月10日にJRA通算100勝を達成。
2007年、3月より草野太郎が厩舎所属でデビュー。12月16日、ルルパンブルーが中山競馬場で行われたフェアリーステークスに優勝し、調教師として初の重賞勝ちを果たした。
2012年、11月20日付で調教師を勇退。その後育成牧場のミホ分場（茨城県美浦村）場長を経て、2015年10月よりJRA競馬学校教官に就任。

## 騎手成績
| 通算成績 | 1着 | 2着 | 3着 | 騎乗数 | 勝率 | 連対率 |
| -------- | --- | --- | --- | ------ | ---- | ------ |
| 平地     | 282 | 300 | 267 | 3542   | .080 | .164   |
| 障害     | 7   | 11  | 5   | 57     | .123 | .315   |
| 計       | 289 | 311 | 272 | 3599   | .080 | .167   |

|            | 日付          | 競馬場・開催  | 競走名             | 馬名             | 頭数 | 人気 | 着順 |
| ---------- | ------------- | ------------- | ------------------ | ---------------- | ---- | ---- | ---- |
| 初騎乗     | 1984年3月3日  | 2回中山3日1R  | -                  | アイズ           | 13頭 | -    | 8着  |
| 初勝利     | 1984年5月20日 | 3回東京2日3R  | -                  | ヤマキシーレイン | -    | -    | 1着  |
| 重賞初騎乗 | 1985年6月9日  | 3回東京8日11R | エプソムC          | キクカリュウセイ | 11頭 | 5    | 6着  |
| 重賞初勝利 | 1988年2月13日 | 1回東京5日9R  | 東京障害特別（春） | センゴクルビー   | 12頭 | 4    | 1着  |
| GI初騎乗   | 1990年5月20日 | 3回東京2日10R | 優駿牝馬           | ハービンガー     | 20頭 | 15   | 7着  |

### 主な騎乗馬
- センゴクルビー（1988年東京障害特別（春））
- ウィナーズゴールド（1990年クイーンステークス）
- シンコウラブリイ（1992年ラジオたんぱ賞）
- ユーワビーム（1993年カブトヤマ記念）
- オギティファニー（1995年ダービー卿チャレンジトロフィー）
- マイネルブリッジ（1995年福島記念）

## 調教師成績
|            | 日付           | 競馬場・開催  | 競走名       | 馬名             | 頭数 | 人気 | 着順 |
| ---------- | -------------- | ------------- | ------------ | ---------------- | ---- | ---- | ---- |
| 初出走     | 1999年3月27日  | 3回中山1日4R  | 4歳未勝利    | オリヴァー       | 11   | 7    | 8着  |
| 初勝利     | 1999年4月10日  | 2回中京5日7R  | 5歳上500万下 | ブランドキャリー | 15   | 1    | 1着  |
| 重賞初出走 | 2000年2月19日  | 1回東京7日11R | クイーンC    | ジェミードレス   | 16頭 | 7    | 3着  |
| 重賞初勝利 | 2007年12月16日 | 5回中山6日11R | フェアリーS  | ルルパンブルー   | 16頭 | 11   | 1着  |
| GI初出走   | 2000年10月15日 | 4回京都4日11R | 秋華賞       | ジェミードレス   | 18頭 | 9    | 6着  |

### 主な管理馬
- ルルパンブルー（2007年フェアリーステークス）